# 法恩扎
法恩扎是意大利艾米利亚-罗马涅大区拉韦纳省的一个镇，面积215平方公里，2004年人口54,749人。

## 友好城市
- 希腊马鲁西
- 法国贝尔热拉克
- 克罗地亚里耶卡
- 德国施瓦本格明德
- 西班牙塔拉韦拉德拉雷纳
- 罗马尼亚蒂米什瓦拉
- 日本土岐市